# Spiders de San Francisco
Les Spiders de San Francisco sont une franchise de hockey sur glace ayant évolué dans la Ligue internationale de hockey.

## Historique
L'équipe a été créée en 1995 à San Francisco en Californie et évolua dans la LIH durant la saison 1995-1996 avant de cesser ses activités en raison du faible taux d'assistance et de problèmes liés à leur aréna.

### Saisons en LIH
Note : PJ : parties jouées, V : victoires, D : défaites, N : matchs nuls, DP : défaite en prolongation, DF : défaite en fusillade, Pts : Points, BP : buts pour, BC : buts contre, Pun : minutes de pénalité
| Saison    | PJ | V  | D  | DP | Pts | Classement             | Séries éliminatoires | Entraîneur  |
| --------- | -- | -- | -- | -- | --- | ---------------------- | -------------------- | ----------- |
| 1995-1996 | 82 | 40 | 30 | 10 | -   | 5e place, division Sud | Défaite en 1re ronde | Jean Perron |